# Període humit africà

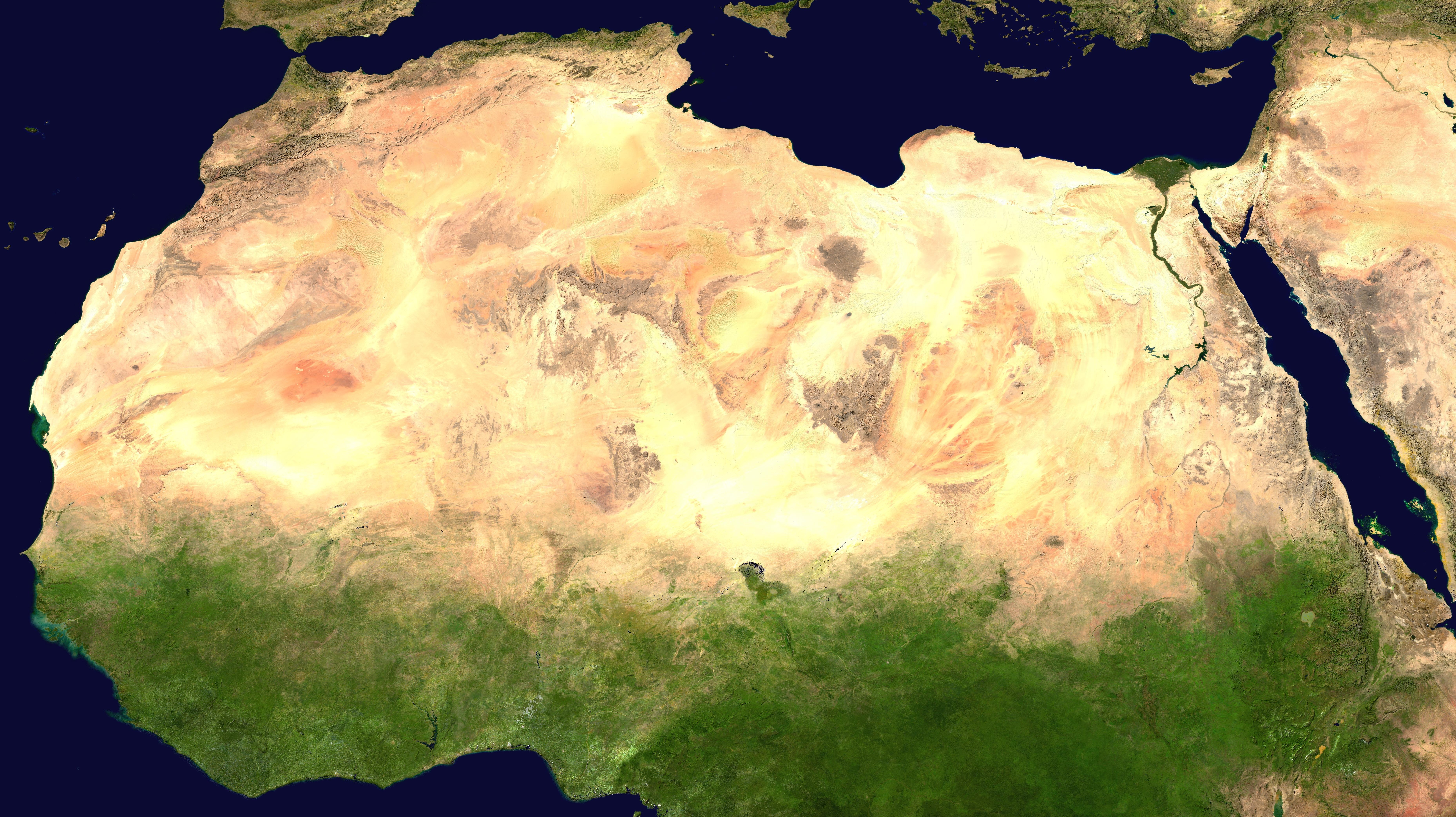
El Sàhara no era un desert durant el període humit africà. En canvi, la major part del nord d'Àfrica estava coberta per herba, arbres i llacs

El període humit d'Àfrica (PHA; també conegut per altres noms) és un període climàtic al continent africà durant les èpoques geològiques del Plistocé tardà i l'Holocé, quan el nord d'Àfrica era més humit que no pas hui. La cobertura de gran part del desert del Sàhara per pastures, arbres i llacs fou provocada per canvis en la inclinació axial de la Terra (precessió dels equinoccis); els canvis en la vegetació i la pols al Sàhara enfortiren el monsó; i l'augment dels gasos d'efecte d'hivernacle. Durant l'anterior últim màxim glacial, el Sàhara contenia extensos camps de dunes i estava en gran part deshabitat. Era molt més gran que no pas hui, i els seus llacs i rius com ara el llac Victòria i el Nil Blanc estaven secs o en nivells baixos. El període humit començà fa uns 14.600-14.500 anys, al final de l'esdeveniment Heinrich 1, simultàniament a l'escalfament de Bølling-Allerød. Alguns rius i llacs com ara el llac Txad s'hi formaren o expandiren; les glaceres van créixer al Kilimanjaro i el Sàhara es va retirar. S'hi produïren dues fluctuacions seques importants durant el Dryas recent i el curt esdeveniment del quilany 8-2. El període humit africà va acabar fa 6.000-5.000 anys, durant el període fred de l'oscil·lació de Piora. Si bé algunes proves apunten cap a un final fa 5.500 anys, al Sahel, Aràbia i Àfrica oriental, el final del període degué ocórrer en diversos passos, com l'esdeveniment del quilany 4-2.
El PHA dugué a un assentament generalitzat del Sàhara i els deserts àrabs, i tingué un profund efecte en les cultures africanes, com en el naixement de la civilització egípcia antiga. La gent del Sàhara vivia com caçadors recol·lectors i domesticava bestiar, cabres i ovelles. Van deixar jaciments arqueològics i objectes com ara un dels vaixells més antics del món (canoa Dufuna), i pintures rupestres com les de la Cova dels Nadadors i les de Tadrart Acacus. Els períodes humits anteriors a Àfrica es donarien després del descobriment d'aquestes pintures rupestres en llocs ara inhòspits del Sàhara. Quan acabà el període, els humans abandonaren a poc a poc el desert en favor de regions amb subministraments d'aigua més segurs, com ara la vall del Nil i Mesopotàmia, on crearen societats complexes primerenques.

## Historial de recerca
Heròdot al 440 abans de la nostra era, i Estrabó al 23 ae, van debatre sobre l'existència d'un Sàhara més verd, tot i que els seus informes foren qüestionats al principi per ser anecdòtics. El 1850, l'investigador Heinrich Barth va qüestionar la possibilitat que el canvi climàtic passat conduís a un augment de la humitat al Sàhara després de descobrir petròglifs al desert de Murzuq, i altres descobriments de petròglifs dugueren l'explorador del desert László Almásy a encunyar el concepte d'un «Sàhara Verd» en la dècada dels 1930. Més tard, també al segle xx, l'evidència concloent d'un passat Sàhara més verd, l'existència de llacs i nivells més alts de flux del Nil es va donar cada vegada més i es va reconéixer que l'Holocé havia presentat un període humit al Sàhara.
La idea que els canvis en l'òrbita de la Terra al voltant del Sol influeixen en la força dels monsons estava avançada al 1921, i tot i que la descripció al principi era en certa manera inexacta, més tard es trobà evidència d'aquests controls orbitals sobre el clima. Primerament es pensava que els períodes humits a Àfrica es correlacionaven amb les etapes glacials (hipòtesi pluvial) abans que la datació per radiocarboni es generalitzàs.
El desenvolupament i l'existència del període humit africà s'ha investigat amb estudis arqueològics, model climàtic i paleoproxies, amb jaciments arqueològics, dunes i dipòsits deixats per llacs, dipòsits eòlics i pruïna (cera de fulles) en la mar i aiguamolls. El pol·len, els dipòsits lacustres i els seus antics nivells s'han fet servir per a estudiar els ecosistemes del període humit africà, i les impressions de carbó i fulles s'han emprat per a identificar canvis en la vegetació. El temps de fa 6.000 anys ha rebut una atenció especial, des que aquest període de l'AHP s'ha fet servir com un experiment en el Projecte d'Intercomparació de Modelització Paleoclimàtica. També els efectes del Sàhara verd en altres continents han cridat l'atenció científica.

### Temes de recerca
Malgrat que els canvis de pluja des del darrer cicle glacial estan ben establerts, la magnitud i el moment d'aquests canvis no són pas clars. Segons com i on es facen els mesuraments i reconstruccions, s'han determinat diferents dates de començament, de finalització, durades i nivells de pluja per al període humit africà. Les quantitats de pluja reconstruïdes a partir de registres paleoclimàtics i simulades per models climàtics solen ser inconsistents entre si; en general, la simulació del Sàhara verd es considera un problema per als models del sistema terrestre. L'erosió dels sediments dels llacs i els efectes dels reservoris de carboni dificulten la datació de quan s'assecaren. Els canvis en la vegetació per si mateixos no indiquen necessàriament canvis en la pluja, perquè els canvis en l'estacionalitat, la composició de les espècies de plantes i els canvis en la utilització de la terra també tenen una funció en els canvis en la vegetació. Les relacions d'isòtops, com la relació hidrogen/deuteri que s'han emprat per a reconstruir els valors de pluja anteriors, també estan sota la influència de diferents efectes físics, i això en complica la interpretació. La major part dels registres de pluja de l'Holocé a Àfrica oriental prové d'altituds baixes.
El terme «període humit africà» el va encunyar al 2000 deMenocal i altres. Els períodes humits anteriors a voltes es coneixen com a «períodes humits africans» i s'han definit diferents períodes secs/humits per a la regió d'Àfrica Central. Aquests tipus de fluctuacions climàtiques entre períodes més humits i secs es coneixen com a «pluvials» i «interpluvials». Pel fet que el PHA no afectà pas tota Àfrica, Williams i altres (2019) van recomanar que s'eliminàs el terme, i alguns investigadors han especificat un «període humit del Nord d'Àfrica».
Altres termes que s'han aplicat al PHA del Holocé o fases climàtiques correlatives són «període humit de l'Holocé», que també abraça un episodi anàleg a Aràbia i Àsia; «episodi humit de principis a mitjan Holocé»; «Holocé pluvial»; «Fase humida de l'Holocé»; «Kibangien A» a l'Àfrica Central; «Makalian» per al Neolític del nord del Sudan; «Fase humida nabtiana» o «període naftià» per al període humit a la Mediterrània oriental i Llevant; «Pluvial neolític»; «Neolític subpluvial»; «Fase humida neolítica»; «Nouakchottien» del Sàhara Occidental al 6500 i al 4000 abans de la nostra era; «Subpluvial II» i «Tchadien» al Sàhara Central al 14000 i 7500 abans de la nostra era. Els termes «Léopoldvillien» i Ogolien s'han aplicat al període sec del darrer màxim glacial, aquest últim és equivalent al «Kanemian»; el «període sec de Kanemian» es refereix a un període sec entre el 20000 i el 13000 abans de la nostra era a la zona del llac Txad.

## Antecedents i començament
El període humit africà ocorregué a la fi del Plistocé i principis de l'Holocé mitjà, i va veure un augment de les precipitacions al nord i oest d'Àfrica a causa d'una migració cap al nord del cinyell de pluges tropicals. El PHA és el canvi climàtic més profund de les latituds baixes durant els darrers 100.000 anys i destaca dins de l'Holocé, d'altra banda prou estable climàticament. És part de l'anomenat òptim climàtic de l'Holocé i coincideix amb una fase càlida global, el màxim tèrmic de l'Holocé. Liu i altres (2017) subdividiren el període humit en un «PHA I» que durà fins fa 8.000 anys, i un «PHA II» des de 8.000 anys ençà, i el primer n'era més humit que el segon.
El període humit africà no fou pas la primera fase d'aquest tipus; hi ha evidència que existeixen al voltant de 230 períodes humits-«Sàhara verd» més antics, que es remunten potser a la primera aparició del Sàhara fa 7-8 milions d'anys, per exemple, durant l'isòtop marí etapa 5 a i c. Els períodes humits anteriors semblen haver sigut més intensos que no pas el PHA de l'Holocé, incloent-hi l'excepcionalment intens període humit Eemià. Aquest període humit proporcionà les vies perquè els primers humans creuassen Aràbia i el nord d'Àfrica i, juntament amb els períodes humits posteriors, s'ha relacionat amb l'expansió de les poblacions aterianes i l'especiació d'insectes. Aquests períodes humits se solen associar a interglacials, mentre que les etapes glacials es correlacionen amb períodes secs.
L'escalfament de Bølling-Allerød pareix ser sincrònic amb el començament del període humit d'Àfrica, i també amb l'augment de la humitat a Aràbia. Més endavant, en la seqüència de Blytt-Sernander el període humit coincideix amb el període Atlàntic.

### Condicions abans del període humà africà

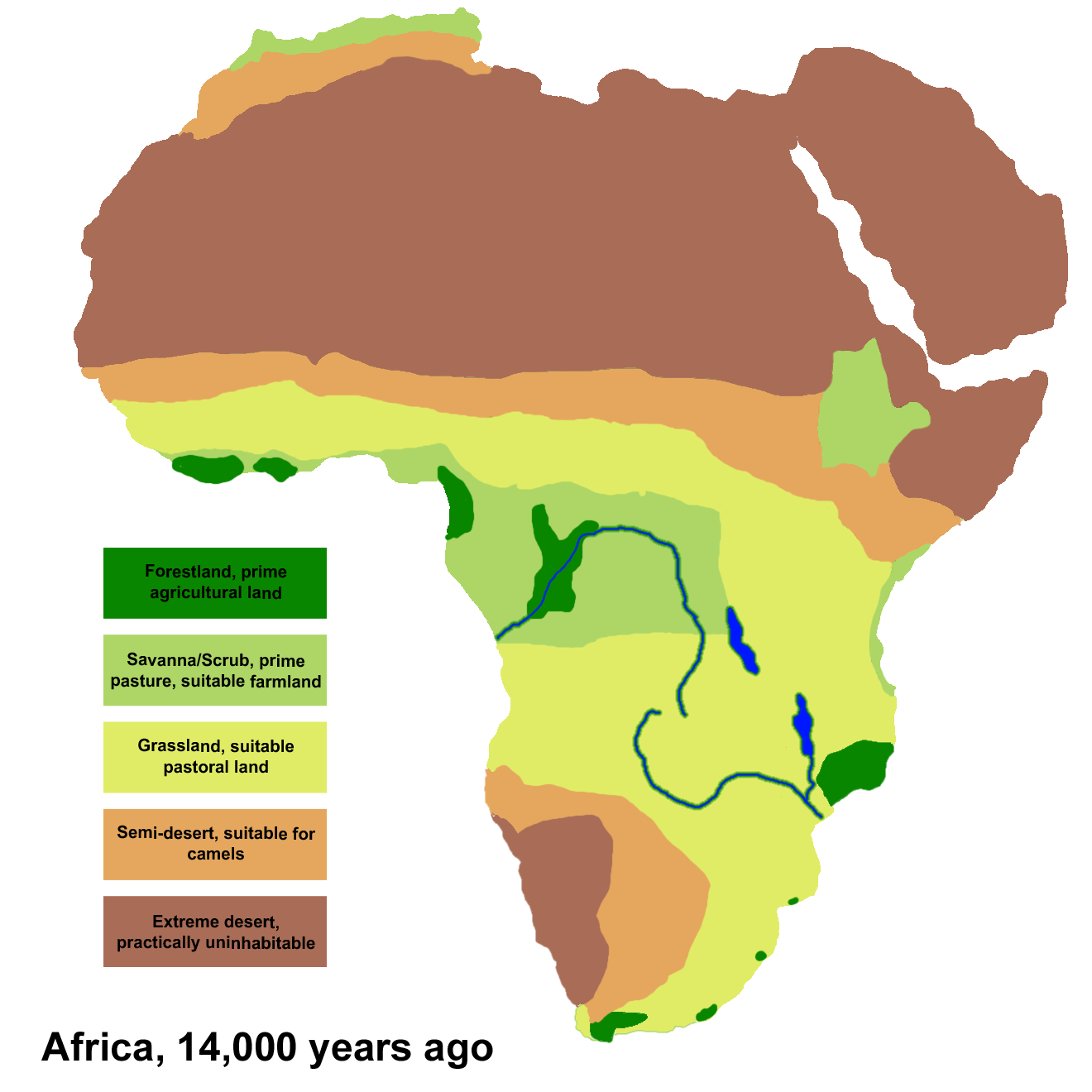
Vegetació africana durant l'últim màxim glacial

En l'Últim màxim glacial, el Sàhara i el Sahel havien sigut extremament secs, amb menys precipitacions que hui, com es mostra en l'extensió de les capes de dunes i els nivells d'aigua en llacs endorreics. El Sàhara era molt més gran, s'estenia 500-800 quilòmetres més al sud fins a uns 12° de latitud nord. Les dunes estaven actives molt més prop de l'equador, i les selves tropicals s'havien retirat a favor de paisatges afromontans i de sabana conforme disminuïen les temperatures, les precipitacions i la humitat.
Hi ha poca i sovint equívoca evidència d'activitat humana al Sàhara o a Aràbia en aquest moment, i això reflecteix la seua naturalesa més seca; al Tadrart Acacus la darrera presència humana es va registrar fa 70.000-61.000 anys i durant l'UMG els humans s'havien retirat a la costa mediterrània i a la vall del Nil. L'aridesa durant l'Últim màxim glacial sembla haver sigut la conseqüència del clima més fred i les capes de gel polars més grosses, que van estrényer el cinturó monsònic fins a l'equador i afebliren el monsó d'Àfrica occidental. El cicle hidrològic i les cèl·lules de Walker i Hadley també eren més febles. Les fases seques excepcionals es vinculen als esdeveniments Heinrich quan hi ha un gran nombre d'icebergs a l'Atlàntic Nord; la descàrrega de grans quantitats d'aquests icebergs entre 11500 i 21000 anys abans de la nostra era va coincidir amb sequeres en els subtròpics.
Abans de l'aparició del PHA, sembla que el llac Victòria, l'Albert, el Eduard, el Turkana i els pantans de Sudd s'havien assecat. El Nil Blanc s'havia convertit en un riu estacional el curs del qual juntament amb el del Nil principal degué ser encerclat per dunes. El delta del Nil estava parcialment sec, amb planes arenoses que s'estenien entre canals efímers i fons marins exposats, i esdevingué una font d'arena per als ergs de més a l'est. Altres llacs d'Àfrica, com el Txad i el Tanganyika, també s'havien reduït en aquest temps, i tant el Níger com el Senegal s'havien atrofiat.

### Augments primerencs d'humitat
Si algunes parts del desert, com ara les terres altes dels turons de la mar Roja, van ser afectades pels vents de l'oest o pels sistemes meteorològics associats amb el corrent en jet subtropical, per la qual cosa reberen precipitacions, es discuteix. Només se secunda clarament per al Magrib al nord-oest africà, tot i que el flux del riu-formació de terrasses i el desenvolupament del llac a les muntanyes Tibesti i Jebel Marra i el flux residual del Nil poden explicar-se d'aquesta manera. Les terres altes d'Àfrica semblen haver estat menys afectades per la sequera durant l'Últim màxim glacial.
El final de la sequera glacial va ocórrer fa entre 17.000 i 11.000 anys, amb un començament anterior observat a les muntanyes del Sàhara (possiblement) fa uns 18.500 anys. Al sud i centre d'Àfrica, els inicis anteriors fa 17.000 i 17.500 anys, respectivament, poden relacionar-se amb l'escalfament antàrtic, mentre que el llac Malawi sembla haver estat a sota fins fa uns 10.000 anys.
Els alts nivells dels llacs van ocórrer a les muntanyes Jebel Marra i Tibesti fa entre 15.000 i 14.000 anys i l'etapa més jove de glaciació a les muntanyes de l'Alt Atles va succeir al mateix temps que el Dryas recent i el període humit africà primerenc. Fa uns 14.500 anys, començaren a aparéixer llacs a les zones àrides.

### Inici
El període humit començà fa uns 15.000-14.000 anys,  quasi simultàniament en tot el nord i Àfrica tropical, amb impactes fins a Santo Antão a Cap Verd. A Aràbia, les condicions humides degueren tardar uns dos mil·lennis a avançar cap al nord, segons dades tefrocronològiques. Igualment, al Sàhara podria haver-hi hagut un retard d'aproximadament un mil·lenni entre l'inici del PHA i l'establiment complet de les condicions humides, ja que el creixement de la vegetació i l'ompliment dels sistemes fluvials trigaren un temps.
El llac Victòria reaparegué i es va desbordar; el llac Albert també es desbordà al Nil Blanc fa 15.000-14.500 anys i el llac Tana, al Nil Blau. El Nil Blanc negà part de la seua vall i es va reconnectar amb el Nil principal. A Egipte es van produir inundacions generalitzades pel «Nil Salvatge»; aquest període foren les majors inundacions registrades en aquest riu, sedimentació en planes al·luvials, i probablement també afectà les poblacions humanes del riu. Fins i tot abans, fa 17.000-16.800 anys, l'aigua de desglaç de les glaceres d'Etiòpia, que s'estaven retirant en aquell moment, pot haver començat a augmentar el flux i de sediments al Nil. Al Rift d'Àfrica Oriental, els nivells d'aigua als llacs començaren a augmentar fa uns 15.500-15.000 anys-12.000 anys; el llac Kivu es desbordà en el llac Tanganyika fa uns 10.500 anys.
Quasi alhora que començà el PHA, el clima glacial fred a Europa associat amb l'esdeveniment 1 de Heinrich acabà, fins a Australàsia. Un escalfament i reculada del gel marí al voltant de l'Antàrtida coincideix amb l'inici del període humit africà, encara que la inversió del fred antàrtic també cau en aquest temps i pot relacionar-se amb un interval de sequera registrat al golf de Guinea.

## Causes
El període humit africà s'originà per un monsó més fort d'Àfrica occidental dirigit per canvis en la irradiància solar i en les retroalimentacions de l'albedo. Això provocà més importació d'humitat tant de l'Atlàntic equatorial cap a Àfrica occidental, com de l'Atlàntic Nord i la Mediterrània cap a les costes mediterrànies d'Àfrica. Hi hagué interaccions complexes amb la circulació atmosfèrica dels extratròpics i entre la humitat provinent de l'Atlàntic i l'Índic, i una major superposició entre les àrees mullades pel monsó i les mullades per ciclons extratropicals.
Els models climàtics mostren que els canvis d'un Sàhara sec a un de verd i de tornada tenen un capteniment llindar, i el canvi succeeix quan s'ultrapassa un cert nivell d'insolació; igualment, una baixada gradual de la insolació sol dur a una transició sobtada de retorn a un Sàhara sec. Això es deu als processos de retroalimentació que estan funcionant, i en els models climàtics sovint hi ha més d'una situació estable de clima i vegetació. La temperatura de la superfície de la mar i els canvis en els gasos d'efecte d'hivernacle sincronitzaren l'inici del PHA.

### Canvis orbitals

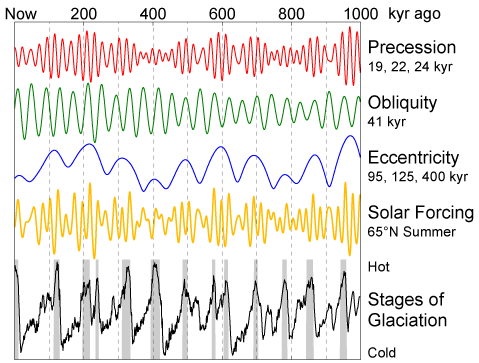
Cicles de Milankovich durant l'últim milió d'anys

El període humit africà s'ha explicat per l'augment de la insolació durant l'estiu de l'hemisferi nord. Per la precessió, l'estació en què la Terra passa més a prop del Sol en l'òrbita el·líptica, el periheli, canvia, amb la insolació màxima de l'estiu que succeeix quan això es dona durant l'estiu de l'hemisferi nord. Fa entre 11.000 i 10.000 anys, la Terra passà a través del periheli en el moment del solstici d'estiu, i s'hi augmentà la quantitat de radiació solar un 8%, i això feu que el monsó africà es fes més fort i arribàs més al nord. Fa entre 15.000 i 5.000 anys, la insolació estival era almenys un 4% més alta que ara. L'obliqüitat també va disminuir durant l'Holocé, però l'efecte dels canvis d'obliqüitat en el clima se centra en les latituds altes i la seua influència en el monsó no és clara.
Durant l'estiu, l'escalfament solar és més fort a la terra del nord d'Àfrica que damunt l'oceà, i forma una àrea de depressió que atreu aire humit i pluja de l'Atlàntic. Aquest efecte es veié reforçat per l'augment de la insolació estival, la qual cosa dugué a un monsó més fort que també arribà més al nord. Els efectes d'aquests canvis en la circulació van arribar fins als subtròpics.
L'obliqüitat i la precessió són responsables de dos dels cicles de Milankovich més importants i no sols de l'inici i cessament de les edats de gel, sinó també de les variacions de la força del monsó. S'espera que els monsons de l'hemisferi sud tinguen la resposta oposada a la precessió dels monsons de l'hemisferi nord, perquè els canvis d'insolació s'inverteixen; això es veu confirmat per les dades d'Amèrica del Sud. El canvi de precessió augmentà l'estacionalitat a l'hemisferi nord, mentre que la disminuí a l'hemisferi sud.

### Comentaris d'albedo
Segons els models climàtics, els canvis orbitals per si sols no poden pas augmentar la pluja sobre Àfrica prou com per a explicar la formació dels grans llacs del desert, com 330.000 km² del llac Txad o l'expansió cap al nord de la vegetació, tret que es tinguen en compte els canvis en la superfície de l'oceà i la terra.
La disminució de l'albedo pels canvis en la vegetació és un factor important en l'augment de la pluja. L'augment de les pluges acreix la quantitat de vegetació; la vegetació absorbeix més llum solar i, per tant, hi ha més energia disponible per al monsó. A més, l'evapotranspiració de la vegetació hi afig més humitat, tot i que aquest efecte és menys pronunciat que l'efecte albedo. Els fluxos de calor al sòl i l'evaporació també s'alteren per la vegetació.
La reducció de la creació de pols d'un Sàhara més humit té influència en el clima, perquè redueix la quantitat de llum absorbida per la pols i també modifica les propietats dels núvols, fent-los menys reflectors i més eficients per a induir pluja. En els models climàtics, les quantitats minses de pols en la troposfera amb els canvis en la vegetació poden explicar sovint, però no pas sempre, l'expansió cap al nord del monsó. No hi ha, però, un acord unànime sobre els efectes de la pols en la pluja al Sahel, en part perquè els efectes de la pols en la pluja poden dependre de la seua grandària.
A més a més dels canvis en la pluja bruta, els canvis en l'estacionalitat de les pluges, així com la durada de les estacions seques, s'han de tenir en compte quan s'avaluen els efectes del canvi climàtic en la vegetació, i els efectes fertilitzants de l'augment de les concentracions de diòxid de carboni a l'atmosfera.
Altres fonts de canvis d'albedo:
- Els canvis en les propietats del sòl resulten en canvis en el monsó; reemplaçar els sòls desèrtics per altres d'argilencs provoca un augment de les pluges, i els sòls que són humits o contenen matèria orgànica reflecteixen menys llum solar i acceleren el procés d'humectació.[159][150][1] Els canvis en l'arena del desert també modifiquen l'albedo.[150]
- Els canvis en l'albedo causats per llacs i aiguamolls[15] poden alterar la pluja en els models climàtics.[159]

### Canvis en la Zona de convergència intertropical
Els extratròpics més càlids durant l'estiu poden haver dibuixat la Zona de convergència intertropical (ZCIT) cap al nord, i això comporta canvis de precipitació. Les temperatures de la superfície de la mar davant el nord d'Àfrica s'escalfaren sota efectes orbitals i amb vents alisis més febles, i això portà a un moviment cap al nord de la ZCIT i a l'augment dels gradients d'humitat entre la terra i la mar. Dos gradients de temperatura, l'un entre un Atlàntic més fred en primavera i un continent africà que ja s'està escalfant, l'altre entre temperatures més càlides al nord de 10° de latitud i més fredes al sud, podrien haver ajudat a aquest canvi. A l'Àfrica Oriental, els canvis en la ZCIT tingueren relativament poc d'efecte sobre la variació en les pluges. La posició anterior de la ZCIT a Aràbia també és polèmica.

### Canvis de precipitació d'Àfrica oriental
El període humit africà que es donà a l'Àfrica Oriental sembla haver estat causat per diferents mecanismes: la disminució de l'estacionalitat de les pluges a causa de l'augment de precipitacions en l'estació seca, l'escurçament de l'estació seca, l'augment de les pluges i l'augment de l'entrada d'humitat dels oceans Atlàntic i Índic. L'entrada d'humitat a l'Atlàntic, la provocà en part per un monsó més fort d'Àfrica Occidental i l'Índia, i potser expliquen per què els efectes del PHA es van estendre a l'hemisferi sud. El capteniment dels vents alisis de l'est no és clar; l'augment del transport d'humitat pels vents alisis de l'est pot haver ajudat al desenvolupament del PHA, però també podria haver ocorregut un monsó indi més fort que allunyàs els vents de l'est d'Àfrica.
Els canvis a la frontera aèria del Congo o l'augment de la convergència al llarg d'aquesta frontera hi poden haver contribuït; la frontera aèria del Congo s'hauria desplaçat cap a l'est pels vents més forts de l'oest dirigits per una menor pressió atmosfèrica sobre el nord d'Àfrica, i això permetria que la humitat afegida de l'Atlàntic arribàs a l'Àfrica Oriental. Les parts de l'Àfrica Oriental aïllades de la humitat de l'Atlàntic no es van tornar pas significativament més humides durant el PHA, tot i que en un indret de Somàlia l'estacionalitat de la precipitació pot o no haver disminuït.
Alguns factors poden haver dut a l'augment de la humitat a l'Àfrica Oriental, no tots els quals necessàriament operaven pas alhora durant el PHA. S'ha dubtat que el «període humit africà» arribàs a aquesta part d'Àfrica. L'augment de les concentracions de gasos d'efecte d'hivernacle pot haver estat involucrat en la direcció de l'aparició del PHA a l'Àfrica Sud-oriental tropical; allí, s'esperaria que els canvis orbitals conduïssen a variacions climàtiques oposades a les de l'hemisferi nord. El patró de canvis d'humitat a l'Àfrica Sud-oriental és complex.

### Factors addicionals
- El canvi climàtic en les latituds de l'extrem nord podria haver contribuït a l'aparició del PHA.[129] La contracció de les capes de gel escandinaves i Laurentino va ocórrer al principi, i en els models climàtics, sovint cal una reculada de les capes de gel per a simular el període humit, tot i que la seua grandària té poca influència en la seua intensitat.[150][182][183] La seua existència també podria explicar per què el PHA no començà amb el pic d'insolació primerenca, ja que les capes de gel encara existents haurien refredat el clima.[184][185]
- Els canvis de temperatura de la superfície de la mar a l'Atlàntic influeixen en el monsó africà i podrien haver influït en l'aparició del PHA.[129] Els vents alisis més febles i una major insolació durien a temperatures més càlides de la superfície de la mar, i augmentarien les pluges en augmentar els gradients d'humitat entre la terra i la mar. Els canvis en els gradients de temperatura de l'Atlàntic Nord també hi estarien involucrats.[66][141]
- L'escalfament de la Mediterrània augmenta la quantitat de pluja del Sahel; aquest efecte és responsable del recent augment antropogènic mediat per l'escalfament global en les pluges del Sahel.[1] Les temperatures més càlides de la superfície de la mar també podrien explicar l'augment de les pluges registrades al Mediterrani[164] i l'augment de la intensitat de les pluges reconstruïdes a partir d'antics rius al Sàhara durant el PHA.[186]
- L'augment de les pluges durant l'hivern es correlaciona amb una major extensió espacial de la pluja mediterrània i podria haver ajudat en l'establiment del PHA, sobretot al nord d'Àfrica[187][188][189] incloent-hi Algèria, el Marroc[190] i el Baix Egipte, el nord de la mar Roja, el Tibesti,[191][192] el nord d'Aràbia i generalment latituds més altes on el monsó no arribà.[193][194][130][195][164][161] Aquesta pluja podria haver-se estés a altres parts del Sàhara; això hauria fet que les àrees de pluja d'estiu i hivern se superposassen i a l'àrea seca entre les zones climàtiques influenciades pel monsó i els vents de l'oest es tornassen més humides o desapareguessen per complet.[196][197][198] Aquests canvis en les pluges derivades del Mediterrani poden correlacionar-se amb canvis en les oscil·lacions de l'Atlàntic Nord i l'Àrtic i amb l'augment del contrast entre els estius càlids i els hiverns freds.[187][193]
- També s'ha proposat el transport d'humitat mediat cap al tàlveg durant la tardor i la primavera per a explicar l'augment de la pluja i la seua subestimació pels models climàtics.[15] En un model climàtic, l'augment del transport d'humitat cap al nord per aquests tàlvegs augmenta les pluges tardorenques al Sàhara, sobretot a mitjan Holocé i quan el clima ja és més humit del que és habitual allí.[199]
- Els anticiclons subtropicals més febles es proposaren com una explicació durant les dècades dels 1970 i 1980.[200]
- En zones muntanyenques com el camp volcànic de Meidob, les temperatures fredes després de l'Últim màxim glacial poden haver reduït l'evaporació i, per tant, haver permés un inici primerenc de la humitat.[201]
- Els canvis en el camp geomagnètic terrestre poden estar relacionats amb els canvis d'humitat.[202]
- L'augment de la humitat de llacs més grans com el Txad pot haver augmentat la pluja, tot i que aquest efecte probablement no és adequat per a explicar tot el PHA.[203] S'ha atribuït un paper semblant als extensos aiguamolls, drenatges i llacs del Sàhara Oriental i a l'ecosistema en general.[204][205]
- Dos vents de gran altura, el corrent africà de l'est i el corrent tropical de l'est modulen els fluxos d'aire atmosfèric sobre Àfrica i, per tant, també la quantitat de pluja; el corrent tropical de l'est prové de l'Índia i és alimentat per gradients de temperatura entre els tròpics i els subtròpics, mentre que el corrent africà de l'est és impulsat per gradients de temperatura al Sahel.[67][206] Un monsó d'Àfrica occidental més fort derivà en un corrent oriental africà més feble i, per tant, va disminuir el transport d'humitat fora d'Àfrica.[169]
- L'augment de les concentracions atmosfèriques de diòxid de carboni podria haver exercit un paper en el desencadenament del PHA, sobretot la seua extensió per l'equador, així com la seua represa després de l'esdeveniment Dryas recent i Heinrich 1 per l'augment de les temperatures de la superfície de la mar. Les concentracions de diòxid de carboni tenen una forta influència en la intensitat dels canvis orbitals necessaris per a iniciar un PHA, però no tenen pas un paper important en el control de la intensitat.[150][207][208][209][183]
- En alguns indrets del Sàhara, l'augment del subministrament d'aigua de les zones muntanyenques pot haver ajudat en el desenvolupament de condicions humides.[210][211]
- Els boscos més grans d'Euràsia podrien haver dut a un desplaçament cap al nord de la ZCIT.[212]
- Altres mecanismes proposats impliquen la convecció que ocorre per sobre de la capa límit atmosfèrica, augment dels fluxos de calor latent, baixa pressió al nord-oest d'Àfrica que atrau humitat cap al Sàhara, canvis en els cicles solars[213] i fenòmens complexos de flux atmosfèric.[214][152][215][216]

## Efectes

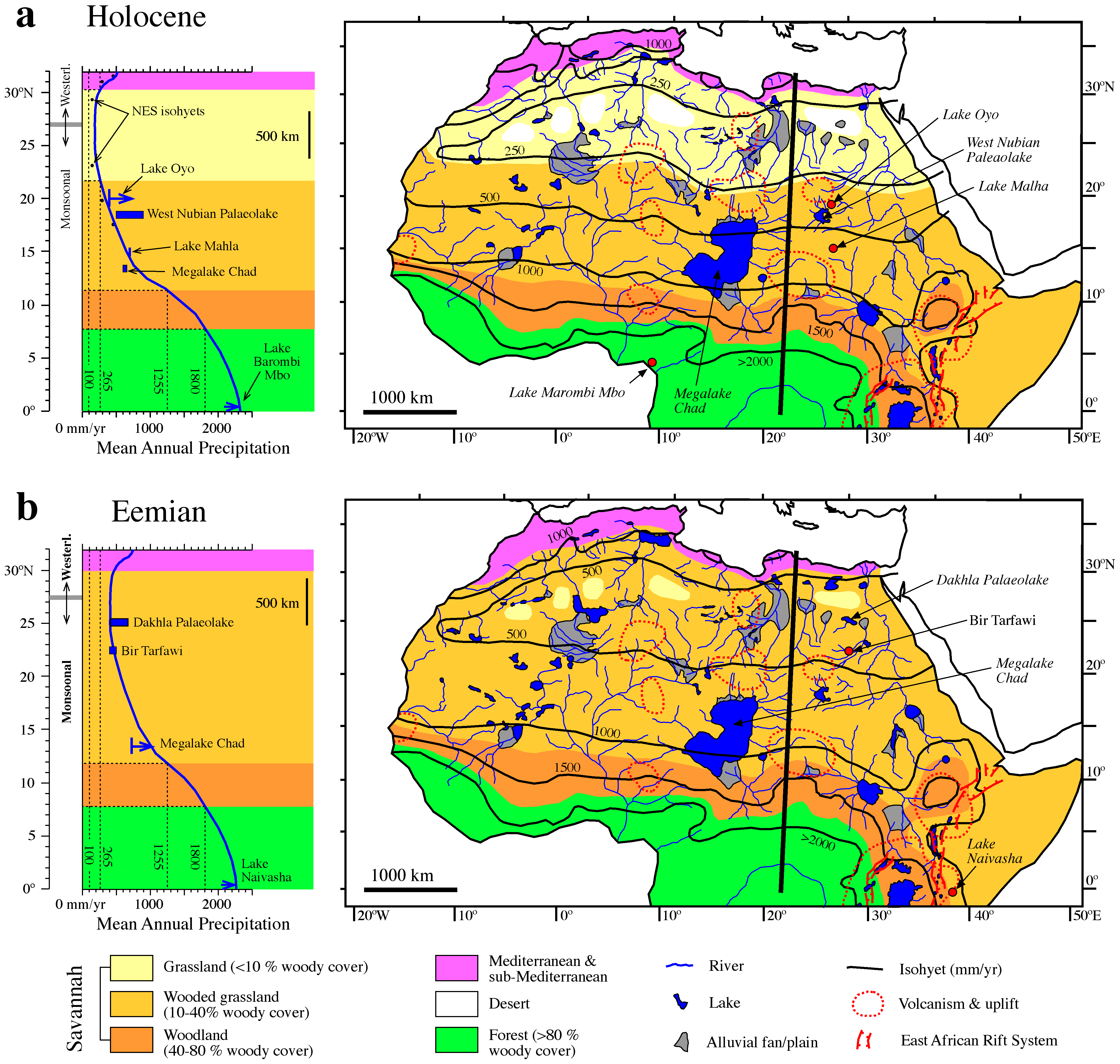
Vegetació i cossos d'aigua en l'Eemià (a baix) i l'Holocé (a dalt)

El període humit africà s'estengué sobre el Sàhara, així com a l'est, sud-est i Àfrica equatorial. En general, els boscos i les terres boscoses s'expandiren per tot el continent. Un episodi humit semblant tingué lloc a l'Amèrica tropical, la Xina, Àsia, l'Índia, la regió de Makran, l'Orient Mitjà i la península Aràbiga i sembla relacionat amb el mateix forçament orbital que el PHA. Un episodi monsònic primerenc de l'Holocé s'estengué fins al desert de Mojave a l'Amèrica del Nord. En canvi, es registra un episodi més sec en gran part d'Amèrica del Sud, on el llac Titicaca, el llac Chinchayqucha, la descàrrega de l'Amazones i la disponibilitat d'aigua a Atacama foren menors.
La descàrrega dels rius Congo, Níger, Nil, Camp, Rufiji, i Sanaga augmentà. L'escolament d'Algèria, l'Àfrica equatorial, el nord-est d'Àfrica i el Sàhara occidental també fou més gran. Els canvis en la morfologia dels sistemes fluvials i les seues planes al·luvials succeïren en resposta a l'augment de la descàrrega, i el riu Senegal va expandir el llit del riu, trencà les dunes i tornà a entrar a l'Atlàntic.

### Flora i fauna del Sàhara
Durant el període humit africà, llacs, rius, aiguamolls i vegetació, incloent-hi plantes i arbres, cobrien el Sàhara i el Sahel creant un «Sàhara verd» amb una coberta terrestre que no té pas anàlegs moderns. L'evidència mostra dades de pol·len, jaciments arqueològics, evidència d'activitat faunística com ara diatomees, mamífers, ostracodes, rèptils i caragols, valls fluvials soterrades, tapís microbià, fang, evaporites, així com travertins i tosca dipositats en ambients subaquosos.
La coberta vegetal s'estenia llavors per quasi tot el Sàhara i consistia en una sabana d'herba amb arbustos i arbres, amb una vegetació de sabana humida a les muntanyes. En general, la vegetació s'expandí pel nord fins a 27-30° latitud nord a l'Àfrica Occidental amb un límit del Sahel a uns 23º nord, ja que el Sàhara estava poblat per plantes que hui solen existir a uns 400-600 km (250–370 mi) més al sud. El moviment de vegetació cap al nord durà un temps i algunes espècies es mogueren més ràpid que altres. Les plantes que fixen el carboni C3 s'hi feren més comunes. El règim d'incendis de la vegetació canvià; al desert, l'expansió de la vegetació facilità l'activitat del foc, i a la sabana l'augment de la prevalença de la vegetació llenyosa reduí l'activitat del foc.
Els boscos i les plantes dels tròpics humits es concentraren al voltant de llacs i rius, que també foren colonitzats per plantes aquàtiques i semiaquàtiques. El paisatge durant el PHA s'ha descrit com un mosaic entre vegetació d'origen semidesèrtic i humit en lloc d'un simple desplaçament cap al nord d'espècies de plantes, i hi persistiren algunes comunitats de vegetació marró o groga. No hi hagué pas cap desplaçament al sud de plantes mediterrànies en l'Holocé i al Tibesti les temperatures fredes podien haver restringit l'expansió de les plantes tropicals. Les dades de pol·len solen mostrar un predomini de les gramínies sobre els arbres tropicals humits. L'arbre Lophira alata i altres podrien haver-se estés fora dels boscos africans durant el PHA, i les plantes de Lactuca podrien haver-se dividit en dues espècies sota els efectes del PHA i altres canvis climàtics a Àfrica durant l'Holocé.
El clima del Sàhara no arribà a ser totalment homogeni; les parts centreorientals devien ser més seques que els sectors occidental i central i la mar d'arena libi continuava sent un desert, tot i que les àrees desèrtiquespures es van retirar o es van tornar àrides o semiàrides. Podria haver existit un cinturó àrid al nord dels 22° de latitud, o la vegetació i el monsó africà podrien haver arribat als 28-31° de latitud nord; en condicions generals entre 21° i 28° de latitud nord són poc conegudes. Les àrees seques podrien haver persistit en les ombres orogràfiques de les muntanyes i haver suportat vegetació de clima àrid; això explicaria la presència del seu pol·len en els nuclis de sediments. A més a més, s'han reconstruït les gradacions nord-sud en els patrons de vegetació seguint-ne dades de carbó i pol·len.

### Lagos i rius del Sàhara

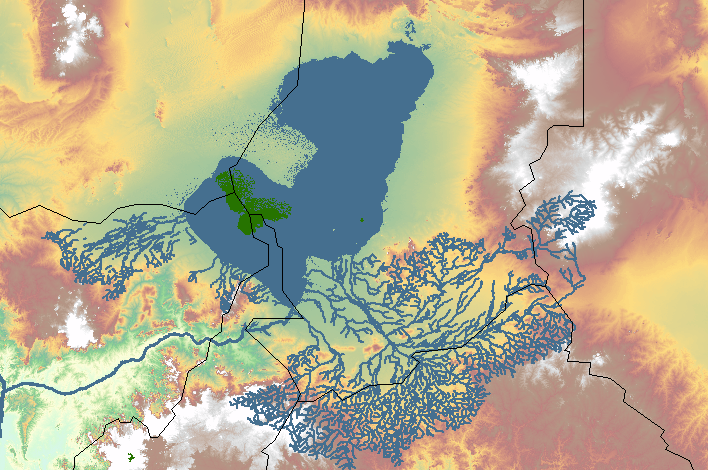
Llac Txad, amb l'actual llac en verd

Alguns llacs es van formar o expandir al Sàhara i a l'Ahaggar i Tibesti. El més gran n'era Txad, que va augmentar si més no deu vegades la grandària actual per a formar el llac Megatxad. Aquest llac Txad ampliat arribà a 600.000 km² i va cobrir la depressió de Bodele i potser fins al 8% de l'actual desert del Sàhara. Va influir en el clima; per exemple, les pluges s'haurien reduït al centre del llac i augmentat als marges. El llac Txad seria alimentat des del nord per rius que drenen l'Ahaggar (drenatge Taffassasset) i el Tibesti, des de l'Ennedi a l'est pels «paleorius orientals» i des del sud pels rius Chari-Logone i Yobe. El riu Chari n'era el principal afluent mentre que els que drenaven el Tibesti formaven ventalls al·luvials al delta de l'Angamma a l'entrada nord del llac Txad. S'han trobat esquelets d'elefants, hipopòtams i homínids al delta de l'Angamma, que és la característica costanera dominant del nord del llac Txad. El llac es desbordà en el Níger durant l'alt pels rius Mayo Kebbi i Benue, i arribà al golf de Guinea. Els sistemes de dunes més antics van ser submergits pel llac Txad.
Entre els grans llacs que pogueren haver-se format al Sàhara, hi ha el Megafezzan de Líbia i el Ptolemeu del Sudan. Quade et al. (2018) plantejaren dubtes sobre la grandària i existència d'alguns d'aquests llacs, com ara el Ptolemeu, el Megafezzan, l'Ahnet-Mouydir, especialment per al Megafezzan. es coneixen altres llacs d'Adrar Bous a Níger, Emi Koussi i Trou au Natron al Tibesti, I-n-Atei a l'Ahaggar, a Ine Sakane i a Taoudeni a Mali, els llacs Garat Ouda i Takarkori a Tadrart Acacus, Chemchane a Mauritània, a Sebkha Mellala prop d'Ouargla a Algèria, a Bilma, Dibella, Fachi i Gober al Ténéré, Seeterrassental a Níger i a «Eight Ridges», El Atrun, llac Gureinat, Merga, «Cresta», Sidigh, a Wadi Mansurab, Selima i Oyo al Sudan. El Yoa dels llacs d'Ounianga es va desbordar per sobre o sota terra. En algunes zones es crearen mosaics de llacunes. Les marjals també cresqueren durant l'AHP, però més a poc a poc que els llacs.
En alguns indrets del Sàhara es van formar llacs efímers com ara Abu Ballas, Bir Kiseiba, Bir Sàhara, Bir Tarfawi i Nabta Playa a Egipte, que es poden relacionar amb religions egípcies posteriors, o llacs pantanosos com a Adrar Bous a prop d'Aïr. Sembla haver-hi hagut llacs efímers entre dunes, i un «arxipèlag d'aigua dolça» a la conca de Murzuq. Tots aquests sistemes lacustres van deixar fòssils com ara peixos, sediments límnics i sòls fèrtils que després es van fer servir en l'agricultura (El Deir, Al-Kharga). Els llacs de cràter es van formar en camps volcànics i a vegades sobreviuen fins hui com a llacs romanents més menuts, com el cràter Malha al camp volcànic de Meidob. La major disponibilitat d'aigua durant el PHA podria haver facilitat l'aparició d'erupcions freatomagmàtiques com la formació de maars en el camp volcànic de Bayuda.
El Tamanrasset fluïa des de l'Atles i Ahaggar cap a l'oest cap a l'Atlàntic i entrava a la badia d'Arguin a Mauritània. Va formar la 12a conca hidrogràfica més gran del món i deixà un canó submarí i sediments fluvials. Amb altres rius formà estuaris i manglars a la badia d'Arguin. Altres rius en la mateixa àrea també formaren canons submarins, i els patrons de sediments marins i l'ocurrència de lliscaments de terra submarins en l'àrea s'han relacionat amb l'activitat d'aquests rius.
Rius com l'Irharhar d'Algèria, Líbia i Tunísia i el Sahabi i Kufra a Líbia estaven actius durant aquest temps, tot i que hi ha dubtes que tinguessen un flux continu; semblen més importants en períodes humits anteriors. Petites conques hidrogràfiques, uadis i rius que descarreguen en conques endorreiques com ara Wadi Tanezzuft també transportaven aigua durant el PHA. A Egipte, alguns rius actius durant el PHA són ara crestes de grava. En l'aire, l'Ahaggar i Tibesti, l'anomenada «Terrassa Del Mig» s'emplaçà en aquest moment. Els rius del Sàhara, els llacs i les seues conques hidrogràfiques podrien haver actuat com a vies per a la propagació d'humans i animals; els rius sovint estaven connectats entre si per cons de dejecció. Exemples d'animals que es propaguen pels rius són el cocodril del Nil, el peix Clarias gariepinus i Tilapia zillii. És possible que el nom Tassili n'Ajjer, que significa 'altiplà dels rius' en amazic, siga una referència als rius passats. D'altra banda, els intensos fluxos d'aquests rius podrien haver fet que les seues costes fossen perilloses per als humans i, per tant, haver creat una motivació per al moviment humà.

### Humans del Sàhara
Les condicions i els recursos estaven a l'abast per als primers caçadors recol·lectors, pescadors i, més tard, pastors, que arribaren al Sàhara en el moment en què cresqueren els llacs. Poden haver vingut del nord (Magrib o Cirenaica), on hi havia la cultura capsiana, del sud (Àfrica subsahariana) o de l'est (Vall del Nil). La població humana al Sàhara augmentà al començament de l'AHP. S'han trobat rastres d'activitat humana a Tadrart Acacus, on es van emprar coves i refugis rocosos com a campaments base per a humans, com ara la cova Uan Afuda i els refugis rocosos Uan Tabu i Takarkori. La primera ocupació de Takarkori fou entre el 10000 i 9000 abans de la nostra era; al voltant de cinc mil·lennis d'evolució cultural humana es registren allí. A Gober, al desert de Teneré, s'ha trobat un cementeri, que s'ha fet servir per a reconstruir l'estil de vida d'aquests antics habitants del Sàhara, i al llac Ptolemeu de Núbia els humans s'assentaren a prop de la riba del llac, utilitzant-ne els recursos i tal vegada fins i tot participant en activitats d'oci. Llavors, molts humans semblen dependre dels recursos limitats a l'aigua, ja que moltes de les eines deixades pels primers humans s'associen a la pesca; per tant, aquesta cultura també es coneix com «aqualítica», tot i haver-hi trobat diferències substancials entre les cultures de diferents indrets. L'"ecologització" del Sàhara originà una expansió demogràfica i especialment al Sàhara Oriental l'ocupació humana coincideix amb el PHA. Per contra, l'ocupació disminuí al llarg de la vall del Nil, potser a causa de l'expansió dels aiguamolls allí.
Els humans caçaven animals grossos amb armes que s'han trobat en jaciments arqueològics, i els cereals silvestres que es produïen al Sàhara durant el PHA, com la Brachiaria, el sorgo i la Urochloa, eren una font d'aliment. Els humans també domesticaren bestiar, cabres i ovelles; sobretot al Sàhara Oriental, més variable des del punt de vista ambiental. La cria d'animals s'hi recuperà fa uns 7.000 anys, quan els animals domèstics arribaren al Sàhara, i un augment poblacional podria estar relacionat amb aquest canvi en la pràctica cultural; el bestiar boví i caprí es va estendre cap al sud-oest des del nord-est d'Àfrica des del 8000 abans de la nostra era. La lleteria s'ha comprovat en alguns indrets i la cria de bestiar es representa sovint en pintures rupestres. La canoa Dufuna, un dels vaixells més antics coneguts del món, sembla datar del període humit de l'Holocé i implica que els cossos d'aigua d'aquella època eren navegats per humans. Les unitats culturals «Masara» i «Bashendi» van existir a l'oasi de Dajla durant el PHA. A l'Acacus, s'han identificat diversos horitzons culturals coneguts com Acacus primerenc i tardà i Pastoral primerenca, mitjana, tardana i final, mentre que a Níger la cultura kiffian s'ha relacionat amb l'inici del PHA. Les civilitzacions antigues hi prosperaren, amb l'agricultura i la cria d'animals als assentaments neolítics. Potser la domesticació de plantes a Àfrica es retardà per l'augment de la disponibilitat d'aliments durant el PHA, fins al voltant del 2500 abans de la nostra era.

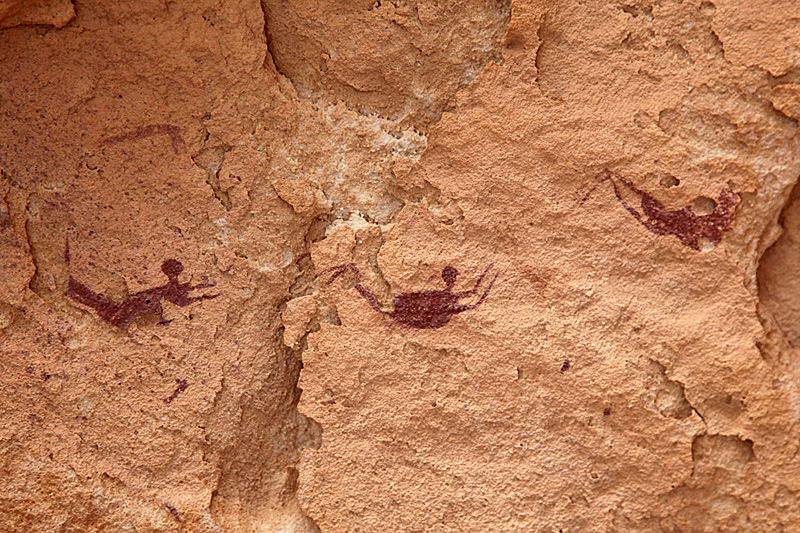
Imatges de persones nadant a la Cova dels Nadadors

Els humans crearen art rupestre com ara petròglifs i pintures rupestres al Sàhara, potser la més gran densitat de tals creacions del món. N'hi ha escenes d'animals i de la vida quotidiana com la natació, que dona suport a la presència de climes més humits del passat. Una mostra ben coneguda d'aquests petròglifs és la Cova dels Nadadors en l'altiplà de Gilf Kebir d'Egipte; altres llocs en són l'Uweinat també d'Egipte, Aràbia i el Tassili n'Ajjer a Algèria, on s'han descobert pintures rupestres d'aquella època. Els humans també deixaren artefactes com Fesselsteine i ceràmica en el que hui són deserts inhòspits. El nord d'Àfrica, amb l'est d'Àsia, és un dels primers llocs on es desenvolupà la terrisseria, probablement sota la influència de més disponibilitat de recursos durant el PHA. El període humit també n'afavorí el desenvolupament i s'estengué a l'Àfrica Occidental durant el 10é mil·lenni abans de la nostra era; la «línia ondulada» o «línia ondulada puntejada» es va estendre per tot el nord d'Àfrica i fins al llac Turkana.
Aquestes poblacions han estat descrites com a epipaleolítiques, mesolítiques i neolítiques i van produir gran varietat d'eines lítiques. A l'Àfrica Occidental, el canvi cultural de l'edat de pedra mitjana africana a l'edat de pedra tardana acompanyà l'inici del PHA. Les dades genètiques i arqueològiques indiquen que aquestes poblacions que explotaren recursos del Sàhara del PHA degueren originar-se a l'Àfrica subsahariana i es traslladaren al nord després que el desert s'humitegés; això pot reflectir-se en la propagació cap al nord dels llinatges genòmics del macrohaplogrup L i de l'haplogrup U6. El PHA va facilitar el moviment d'algunes poblacions euroasiàtiques a Àfrica. Aquestes condicions favorables per a les poblacions humanes podrien reflectir-se en mites paradisíacs com el Jardí de l'Edén en La Bíblia i l'Elisi i l'Edat d'Or en l'Antiguitat Clàssica, i en la difusió de les llengües niloticosaharianes.

### Manifestacions addicionals al Sàhara
La vegetació expandida i la formació del sòl van estabilitzar les dunes abans actives, i donaren lloc a les actuals dunes del Draa a la Gran Mar d'arena d'Egipte, per exemple, tot i que no se sap amb certesa si aquesta estabilització fou generalitzada. El desenvolupament del sòl i la seua activitat biològica estan testificats al Tadrart Acacus i l'àrea de Mesak Settafet de Líbia, però també es descriuen evidències de formació de sòls com el ferro de pantà en altres indrets del Sàhara. En la làmina d'arena del Selima, el paisatge patí truncament erosiu i bioturbació. El Sàhara central i meridional veié el creixement de dipòsits al·luvials mentre que els dipòsits de sabkha es coneixen del Sàhara Occidental. Els llamps que cauen a terra deixen roques alterades com la fulgurita en llocs del Sàhara Central.

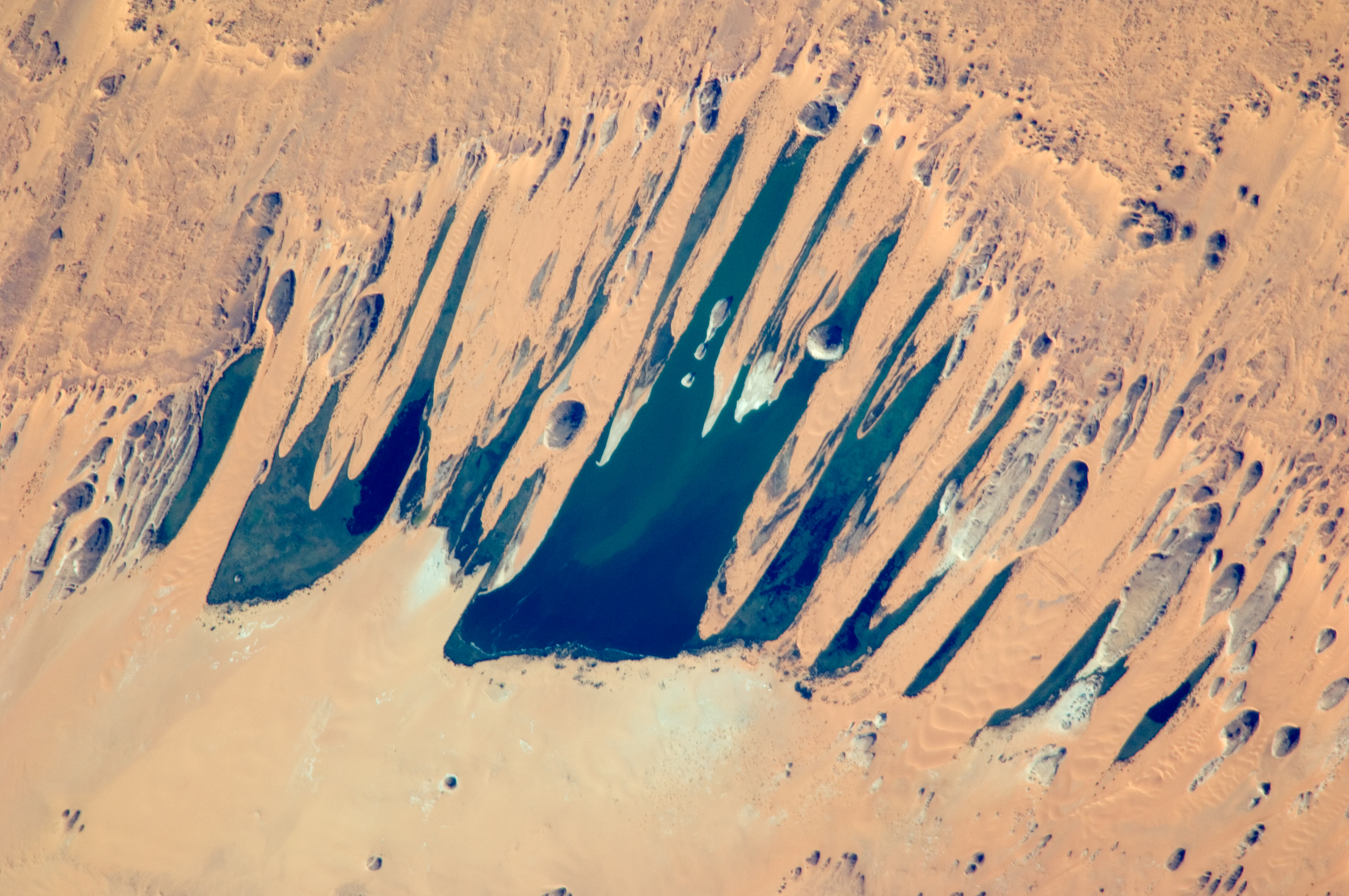
Els llacs d'Ounianga es recarreguen d'aigües subterrànies fòssils que es van originar en part durant l'AHP

L'augment de les pluges donà lloc a aqüífers carregats com l'aqüífer de gres de Núbia; ara, l'aigua d'aquest aqüífer manté alguns llacs al Sàhara, com els d'Ounianga. Altres sistemes d'aigües subterrànies eren actius llavors a Tadrart Acacus, a Aïr, al Fezzan i en altres llocs de Líbia i el Sahel. Les capes freàtiques altes van proporcionar aigua a les plantes i es van descarregar en depressions, llacs i valls, formant dipòsits generalitzats de carbonat i proveint llacs.
La formació de llacs i la vegetació reduïren l'exportació de pols del Sàhara. Això s'ha registrat en nuclis marins. A la costa, com a Oman, l'augment del nivell de la mar va reduir la producció de pols. Al Mediterrani, la disminució del subministrament de pols s'acompanyà d'un augment de l'entrada de sediments del Nil, i això provocà canvis en la composició dels sediments marins.
Si l'enfortiment del monsó va millorar o va reduir la surgència al nord-oest d'Àfrica és discutible, amb recerques que suggereixen que l'enfortiment en la surgència disminuí les temperatures de la superfície de la mar i augmentà la productivitat biològica de la mar, mentre que altres recerques suggereixen que ocorregué el contrari: menys surgència amb més humitat. Independentment de si la surgència hi va augmentar o disminuir, és possible que l'enfortiment del monsó augmentàs la productivitat davant les costes del nord d'Àfrica perquè l'augment de la descàrrega fluvial lliurà més nutrients a la mar.

### Aràbia
Les pluges a Dhofar i al sud-oest d'Aràbia les provoca el monsó africà, i s'ha observat un canvi cap a un clima més humit que s'assembla a Àfrica al sud d'Aràbia i Socotra en dipòsits de coves i rius. Degué arribar fins a Qatar. Els paleollacs de l'Holocé es registren a Tayma, Jubbah, a les arenes de Sharqia d'Oman i a Mundafan. Al Rub al Khali es crearen llacs fa entre 9.000 i 7.000 anys i les dunes s'estabilitzaren per la vegetació, tot i que la formació de llacs hi fou menys pronunciada que en el Plistocé. El sistema fluvial Wasi ad-Dawasir al centre d'Aràbia Saudita tornà a activar-se amb un augment de l'escolament fluvial al golf Pèrsic. Els uadis a Oman es van erosionar per les dunes LGM i van formar terrasses d'acumulació. Hi hagué episodis d'augment de la descàrrega del riu al Iemen i es registra un augment de les pluges a les coves de Hoti, Qunf a Oman, Mukalla al Iemen i a la cova de Hoq de Socotra. L'augment de les pluges donà lloc a un augment del flux d'aigua subterrània, i creà llacs alimentats per aigües subterrànies i dipòsits de carbonat.
Els boscos i els incendis forestals es van expandir per parts d'Aràbia. Les fonts d'aigua dolça a Aràbia durant el PHA esdevingueren punts d'enfocament de l'activitat humana i es va produir activitat de pasturatge en muntanyes i terres baixes. A més a més, hi hagué activitat càrstica en els esculls de corall exposats a la mar Roja i els rastres encara en són recognoscibles hui. També s'ha invocat l'augment de les pluges per a explicar la disminució de la salinitat de la mar Roja. Els jaciments arqueològics com els cairns hi van aparéixer amb el començament del període humit.
El període humit a Aràbia no durà tant com a Àfrica, els deserts no van retrocedir tant i les pluges podrien no haver arribat pas a la part central i nord de la península més enllà d'Oman i les terres altes del Iemen; el nord d'Aràbia va romandre una mica més sec que el sud; les sequeres encara eren comunes i la terra encara feia pols. Un estudi afirma que la quantitat de pluja a la mar Roja augmentà a no més d'1 metre per any. Es debat si alguns antics llacs d'Aràbia eren en realitat pantans.